# میرحسین سعیدوف
میرحسین سعیدوف (ترکی آذربایجانی: Mirhüseyn Seyidov؛ زادهٔ ۱۰ اوت ۱۹۹۲) بازیکن فوتبال اهل جمهوری آذربایجان است.
از باشگاه‌هایی که در آن بازی کرده‌است می‌توان به باشگاه فوتبال شماخی و باشگاه فوتبال نفتچی باکو اشاره کرد.
وی همچنین در تیم‌های ملی فوتبال زیر ۲۱ سال جمهوری آذربایجان بازی کرده‌است.